# Kirby Café
Kirby Café (рус. «Кафе Кирби») — сеть ресторанов в Японии, посвященная персонажу Кирби и одноимённой серии игр издательства компании Nintendo. Первый ресторан сети был открыт в июле 2016 года в специальном районе Сумида в развлекательном комплексе Соламати.
Слоган сети ресторанов — Delicious Times, Precious Memories (рус. Вкусные Времена, Драгоценные Воспоминания).

## История
В планах корпоративной реструктуризации Nintendo, опубликованных в мае 2016 года, компания объявила о намерении расширить свой бизнес, включая открытие ресторанов по сериям игр. Два месяца спустя в Осаке было официально представлено Kirby Café, которое открылось в августе как первое в сети ресторанов только в Японии. Планировалось открыть второй ресторан в Токио.
7 июля 2016 года аккаунт Kirby Café в Twitter опубликовал свой первый твит, который предвещал скорое открытие кафе. В итоге Kirby Café было открыто для посетителей в сентябре 2018 года, и лишь на временной основе. Однако к 22 января 2021 года концепция стала достаточно популярной, чтобы многие рестораны сети стали функционировать на постоянной основе. В том числе и место в Соламати, чей сувенирный магазин, ранее располагавшийся на отдельном этаже, был закрыт и должен был переместиться в само кафе в марте 2021 года.

## Товары
В ресторане продаются блюда в тематике серии игр Kirby и её одноимённого персонажа. Среди блюд присутствуют напитки, выпечка, лапша и курица терияки. Некоторые блюда напоминают самого Кирби, например, заварные пирожные, а другие были в тематике серии, например блюдо с томатным супом, напоминающее Метамат (англ. Metamato), и лицо Лесов Виспи (англ. Whispy Woods), сложенное из бобов, хлеба и мяса. Некоторые товары имеют мало общего с серией, кроме наклейки с одним из его персонажей.
В Kirby Café также продаются товары, включая магниты, кружки, подушки на шею, открытки и сумки с персонажами серии. Некоторые фигурки возможно купить только вместе с едой. Nintendo планировала открыть магазин Kirby в Нагое в августе 2016 года.
В Kirby Café подают такие блюда, как гамбургеры и пицца, хотя и в характерной стилистике серии Kirby.. Самое дорогое блюдо, «Whispy Woods Sweet Plate», стоит 2,580 йен. Для празднования нового 2021 года в Кафе Kirby был добавлен в меню «гамбургер», состоящий из ломтика клубники вместо помидора и шоколадного мусса вместо котлеты. В ресторане также есть временные сезонные предложения, такие как шоколадная пицца, подаваемая на доске в форме вдыхающего Кирби, которая была добавлена в зимнее меню ресторана 15 января 2021 года и подавалась до 28 февраля.